# 想要跟你飛
《想要跟你飛》為鳳飛飛的精選輯，共收錄2首新歌與13首精選，於2009年12月18日正式發行。並於2010年3月12日改版，加贈鳳飛飛2010寫真年曆，是为其最后一张专辑。。凤飞飞以此专辑纪念丈夫。

## 曲目
1、想要跟你飛（新歌）
曲：陳國華；詞：何啟弘；編曲：Terence Teo；製作人：陳國華
2、蝶戀花
曲：洪一峰；詞：洪一峰；編曲：詹宏達；製作人：何慶清
3、陪傷心人說往事
曲：陳揚；詞：范俊益；編曲、製作人：陳揚
4、情字這條路
曲：鄭華娟；詞：慎芝；編曲：涂惠源；製作人：何慶清
5、等待成一朵蓮
曲：李明德；詞：陳克華；編曲、製作人：陳揚
6、黃昏再會
曲：楊三郎；詞：林天津；編曲：黃名偉；製作人：何慶清
7、驛站
曲：殷文琦；詞：陳克華；編曲、製作人：陳揚
8、陽光喚起
曲：馬兆駿；詞：林清玄；編曲、製作人：陳揚
9、淡水暮色
曲：洪一峰；詞：葉俊麟；編曲：張乃仁；製作人：何慶清
10、城市的真相
曲：黃卓穎；詞：楊立德；編曲、製作人：陳揚
11、靜靜燃燒的夏夜
曲：黃韻玲；詞：張曼娟；編曲、製作人：陳揚
12、四月望雨
曲：詹宏達；詞：路寒袖；編曲、製作人：陳揚
13、世界本來就比天氣善變
曲：陳揚；詞：姚謙；編曲、製作人：陳揚
14、我不知道風是在那一個方向吹
曲：李泰祥；詞：徐志摩；編曲、製作人：陳揚
15、祝你幸福（2009全新祝福版）（新歌）
曲：林家慶；詞：林煌坤；編曲：Andrew Tuason(杜自持)；製作：Alison Music Ltd.

## 音樂錄影帶
1、想要跟你飛（首波主打）
導演：馬宜中

1. ↑  . 蘋果日報.   [2017-06-10].
2. ↑  . Yahoo News.   [2017-06-10]. （原始内容存档于2012-02-15）.
3. ↑  . TVBS News.   [2017-06-10].